# Little League World Series 1995
Koordinaten: 41° 13′ 45″ N, 77° 0′ 2″ W
Die Little League World Series 1995 war die 49. Austragung der Little League Baseball World Series, einem internationalen Baseballturnier für Knaben zwischen 11 und 12 Jahren. Gespielt wurde in South Williamsport.

## Teilnehmer
| Vereinigte Staaten                    | International                                               |
| ------------------------------------- | ----------------------------------------------------------- |
| Toms River, New Jersey Region Ost     | Dhahran, Saudi-Arabien Region Europa                        |
| Spring, Texas Region Süd              | Tainan, Chinesisch Taipeh Region Ferner Osten               |
| Yorba Linda, Kalifornien Region West  | Toronto, Ontario Region Kanada                              |
| Arden Hills, Minnesota Region Zentral | Santo Domingo, Dominikanische Republik Region Lateinamerika |

## Ergebnisse
Die Teams wurden in zwei Gruppen eingeteilt. Jeder spielte gegen Jeden in seiner Gruppe, die beiden Ersten spielten gegeneinander den Finalplatz aus.

### Vorrunde

#### Gruppe Vereinigte Staaten
| Platz | Region  | W | L | %     |
| ----- | ------- | - | - | ----- |
| 1.    | Süd     | 2 | 1 | 0.667 |
| 2.    | West    | 2 | 1 | 0.667 |
| 3.    | Ost     | 1 | 2 | 0.333 |
| 4.    | Zentral | 1 | 2 | 0.333 |

| Datum      | Begegnung | Begegnung | Begegnung | Ergebnis |
| ---------- | --------- | --------- | --------- | -------- |
| 21. August | Süd       | –         | Ost       | 11:10    |
| 21. August | West      | –         | Zentral   | 17:5     |
| 22. August | Ost       | –         | Zentral   | 11:4     |
| 22. August | Süd       | –         | West      | 8:2      |
| 23. August | West      | –         | Ost       | 8:3      |
| 23. August | Zentral   | –         | Süd       | 12:1 (5) |

#### Gruppe International
| Platz | Region        | W | L | %     |
| ----- | ------------- | - | - | ----- |
| 1.    | Lateinamerika | 3 | 0 | 1.000 |
| 2.    | Ferner Osten  | 2 | 1 | 0.667 |
| 3.    | Europa        | 1 | 2 | 0.333 |
| 4.    | Kanada        | 0 | 3 | 0.000 |

| Datum      | Begegnung     | Begegnung | Begegnung    | Ergebnis |
| ---------- | ------------- | --------- | ------------ | -------- |
| 21. August | Europa        | –         | Kanada       | 5:4      |
| 21. August | Lateinamerika | –         | Ferner Osten | 7:5      |
| 22. August | Lateinamerika | –         | Kanada       | 7:2      |
| 22. August | Europa        | –         | Ferner Osten | 0:12 (4) |
| 23. August | Lateinamerika | –         | Europa       | 11:1 (5) |
| 23. August | Kanada        | –         | Ferner Osten | 2:12 (4) |

### Finalrunde
|  | US und Intern. Finale | US und Intern. Finale |                  |     | Weltmeisterschaft | Weltmeisterschaft |
|  |                       |                       |                  |     |                   |                   |
|  | 24. August            |                       |                  |     |                   |                   |
|  | IN2 Ferner Osten (7)  | 1                     |                  |     |                   |                   |
|  | IN1 Lateinamerika     | 0                     |                  |     | 26. August        | 26. August        |
|  |                       |                       | Ferner Osten (5) | 17  |                   |                   |
|  | 24. August            | 24. August            |                  | Süd | 3                 |                   |
|  | US2 West              | 1                     |                  |     |                   |                   |
|  | US1 Süd               | 3                     |                  |     |                   |                   |
|  |                       |                       |                  |     |                   |                   |